# Jim Vallance
James Douglas Vallance, detto Jim (Chilliwack, 31 maggio 1952), è un musicista e produttore discografico canadese.
È meglio conosciuto come il partner songwriting dell’artista canadese Bryan Adams dal 1978 al 1989 e di nuovo dal 2005 al 2019. Ha iniziato la sua carriera professionale come batterista della band pop canadese Prism, co-fondata insieme al suo amico Bruce Fairbairn nel 1975, con lo pseudonimo "Rodney Higgs".
Oltre a Adams, Vallance ha scritto per molti artisti di fama internazionale come Europe, Bonnie Raitt, Aerosmith, Carly Simon, Rod Stewart, Roger Daltrey, Tina Turner, Alice Cooper, Ozzy Osbourne, Kiss, Scorpions, Anne Murray, Joe Cocker, Lita Ford, L.A. Guns, Mr. Big, Rick Springfield e per altri artisti.
Vallance è un membro dell'Ordine del Canada.

## Discografia

### Con	Bryan Adams
- Ain't Gonna Cry [8]
- Another Day [9]
- Bang The Drum [10]
- Best Was Yet To Come [11]
- Boys Night Out (demo) [12]
- By Your Side [13]
- Brand New Day[14]
- Christmas Time [15]
- Comin' Home [16]
- Cuts Like A Knife [17]
- Depend On Me [18]
- Diana [19]
- Do I Have To Say The Words? [20]
- Don't Even Try
- Don't Leave Me Lonely [21]
- Don't Look Back
- Don't Look Now [22]
- Don't Turn Me Away [23]
- Don't Ya Say It [24]
- Draw The Line (demo)[25]
- Driving Under The Influence Of Love
- Fits Ya Good [26]
- Flower Grown Wild [27]
- Go Down Rockin'
- Hearts On Fire [28]
- Heat Of The Night [29]
- Heaven [30]
- Hidin' From Love [31]
- Home Again [32]
- House Arrest [33]
- I'm Ready [34]
- I Could Get Used To This
- I Still Miss You ... A Little Bit [35]
- Into The Fire  [36]
- Io Vivo (In Te) [37]
- It's Only Love [38]
- Kids Wanna Rock [39]
- Last Chance [40]
- Let Him Know [41]
- Let Me Down Easy [42]
- Let Me Take You Dancing [43]
- Lonely Nights  [44]
- Long Gone [45]
- Native Son [46]
- Nobody's Girl
- One Good Reason [47]
- One Night Love Affair [48]
- One World, One Flame [49]
- Only One [50]
- Only The Strong Survive [51]
- Play To Win (demo) [52]
- Please Stay
- Rebel [53]
- Reckless (demo) [54]
- Reggae Christmas [55]
- Remember [56]
- Remembrance Day [57]
- Run To You [58]
- She Knows Me [59]
- She's Only Happy When She's Dancin' [60]
- Somebody [61]
- State Of Mind [62]
- Summer of '69 [63]
- Take Me Back [64]
- Teacher Teacher (demo) [65]
- That's How Strong Our Love Is
- That's Rock and Roll
- The Right Place [66]
- There Will Never Be Another Tonight [67]
- This Time [68]
- Thunderbolt
- Too Hot To Handle (demo) [69]
- Tonight [70]
- Tonight We Have The Stars [71]
- Try To See It My Way [72]
- Victim Of Love [73]
- Waitin' On The 49 [74]
- Walk On By [75]
- Way Of The World [76]
- What's It Gonna Be? [77]
- We Did It All
- Win Some Lose Some [78]
- Yesterday Was Just a Dream
- You Want It You Got It [79]
- You Belong to Me [80]
- Ultimate Love

### Con gli Aerosmith
- Deuces Are Wild [81]
- Don't Stop [82]
- Eat The Rich [83]
- Get A Grip [84]
- Hangman Jury [85]
- Head First [86]
- Legendary Child [87]
- Magic Touch [88]
- The Other Side [89]
- Rag Doll [90]
- Sedona Sunrise [91]
- Simoriah [92]
- Young Lust [93]

### Con i Kiss
- Rock and Roll Hell [94][95]
- War Machine [96][97]

### Con Alice Cooper
- Die For You [98]
- Dirty Dreams [99]
- Lullabye  [100]

### Con i Glass Tiger
- Diamond Sun [101]
- Don't Forget Me (When I'm Gone)[102]
- Give It Away [103]
- It's Love U Feel  [104]
- Let's Talk  [105]
- My Song [106]
- No Turning Back [107]
- One Night Alone [108]
- One To One [109]
- (She Said) Love Me Like A Man [110]
- Someday [111]
- Stand Or Fall [112]
- Tragedy Of Love  [113]
- Watching Worlds Crumble [114]
- Where Did Our Love Go? [115]

### Con i Prism
- Amelia
- Don't Let Him Know [116]
- Good To Be Back
- It's Over
- Julie
- N-n-o
- Open Soul Surgery
- Spaceship Superstar
- Stand Up For Love
- Stay [117]
- Take It Or Leave It [118]
- Take Me To the Kaptin
- Vladivostok
- Way Of The World
- You're Like The Wind

### Con gli Scorpions
- Crazy World [119]
- Don't Believe Her [120]
- Hit Between The Eyes [121]
- Kicks After Six [122]
- Lust Or Love? [123]
- Restless Nights [124]
- Tease Me Please Me [125]

### Con Rick Springfield
- Haven't I Been Good To You [126]
- Kristina [127]
- Rhythm Of Love [128]
- Stand Up For Love [129]
- The White Room [130]

### Con Ozzy Osbourne
- I Just Want You [131]
- Walk On Water [132]

### Con i L.A. Guns
- It's Over Now [133]
- My Koo-Ka-Choo [134]

### Con	Beggars & Thieves
- Don't Call It Love [135]
- Faster (Than The Speed Of Love) [136]
- Piece Of My Heart [137]
- Stranger [138]

### Con Roger Daltrey
- Let Me Down Easy [139]
- Rebel	[140]

### Con Bachman-Turner Overdrive
- Amelia Earhart [141]
- Here She Comes Again [142]
- Jamaica [143]
- Rock and Roll Hell [144]

### Con Lita Ford
- Playin' With Fire [145]
- Shot Of Poison [146]

### Con Andy Fraser
- Chinese Eyes [147]
- Danger [148]

### Con Joan Jett
- Can't Live Without You [149]
- Everyone Knows [150]
- Eye To Eye [151]
- Five [152]
- Insecure [153]
- Torture [154]
- Watersign [155]
- Wondering [156]

### Con Loverboy
- Dangerous [157]
- Jump [158][159]

### Con gli Europe
- Halfway to Heaven [160]

### Con Bret Michaels
- Human Zoo [161]

### Con i Mr. Big
- Never Say Never [162]

### Con i Crown Of Thorns
- The Healer
- House of Love

### Con Johnny Hallyday
- Rough Town [163]
- Tout Pour Te Deplaire [164]

### Con Michael Monroe
- 100 Proof Love

### Con Anne Murray
- Now And Forever (You And Me)

### Con Bonnie Raitt
- No Way To Treat A Lady [165]

### Con Carly Simon
- It Should Have Been Me

### Con Rod Stewart
- Another Heartache [166]

### Con Tina Turner
- Back Where You Started [167]
- It's Only Love

### Con gli Uriah Heep
- Lonely Nights [168]

### Con Ian Lloyd
- Can't Get Enough[169]
- I'm Ready
- Lonely Nights
- Open Soul Surgery
- Third Wave Civilization

### Con Ian Lloyd/Fast Forward
- Don't Walk Away
- Draw The Line
- Play To Win [170]
- Tonight
- Where Did The Time Go? [171]
- You're A Mystery To Me

### Con Joe Cocker
- Edge Of A Dream [172]
- When The Night Comes

### Con Michael Bublé
- After All [173][174]

### Pretty Woman - The Musical
- Welcome To Hollywood
- Anywhere But Here
- Something About Her (Preamble)
- Something About Her
- Luckiest Girl In The World
- Rodeo Drive
- Anywhere But Here (Reprise)
- On A Night Like Tonight
- Don't Forget To Dance
- Freedom
- You're Beautiful
- Welcome To Our World
- This Is My Life
- Never Give Up On A Dream
- You and I (feat. Allison Blackwell)
- I Cant' Go Back
- Freedom (Reprise)
- Long Way Home
- Together Forever

## Premi e onorificenze
Vallance è stato premiato e onorato con oltre 35 premi SOCAN e Procan Classics, così come premi da BMI, e ASCAP. Nel 2007 Vallance è stato nominato per l'Ordine del Canada e investito nel 2008.